# رادوسا
رادوسا (به ایتالیایی: Raddusa) یک کومونه در ایتالیا است که در استان کاتانیا واقع شده‌است.

## خصوصیات
رادوسا ۲۳٫۳ کیلومترمربع مساحت و ۳٬۴۳۳ نفر جمعیت دارد و ۳۵۰ متر بالاتر از سطح دریا واقع شده‌است.